# Ornella Buttini
Ornella Buttini (Pontremoli, 8 dicembre 1926) è un'ex cestista italiana.

## Carriera
Ha vinto per tre volte il campionato italiano femminile, con la Comense Como. Ha fatto parte della Nazionale di pallacanestro femminile dell'Italia al Campionato europeo femminile di pallacanestro 1950 disputato in Ungheria, a quello del 1952 in Unione Sovietica, e all'edizione del 1954 in Jugoslavia.